# Aracamunia
Aracamunia é um género botânico pertencente à família das orquídeas (Orchidaceae).

## Espécie
1. Aracamunia liesneri Carnevali & I.Ramírez, Ann. Missouri Bot. Gard. 76: 962 (1989).